# 大苞乌头
大苞乌头（学名：Aconitum raddeanum）为毛茛科乌头属下的一个种。

## 扩展阅读
- 維基物種上的相關：大苞乌头